# Cupping

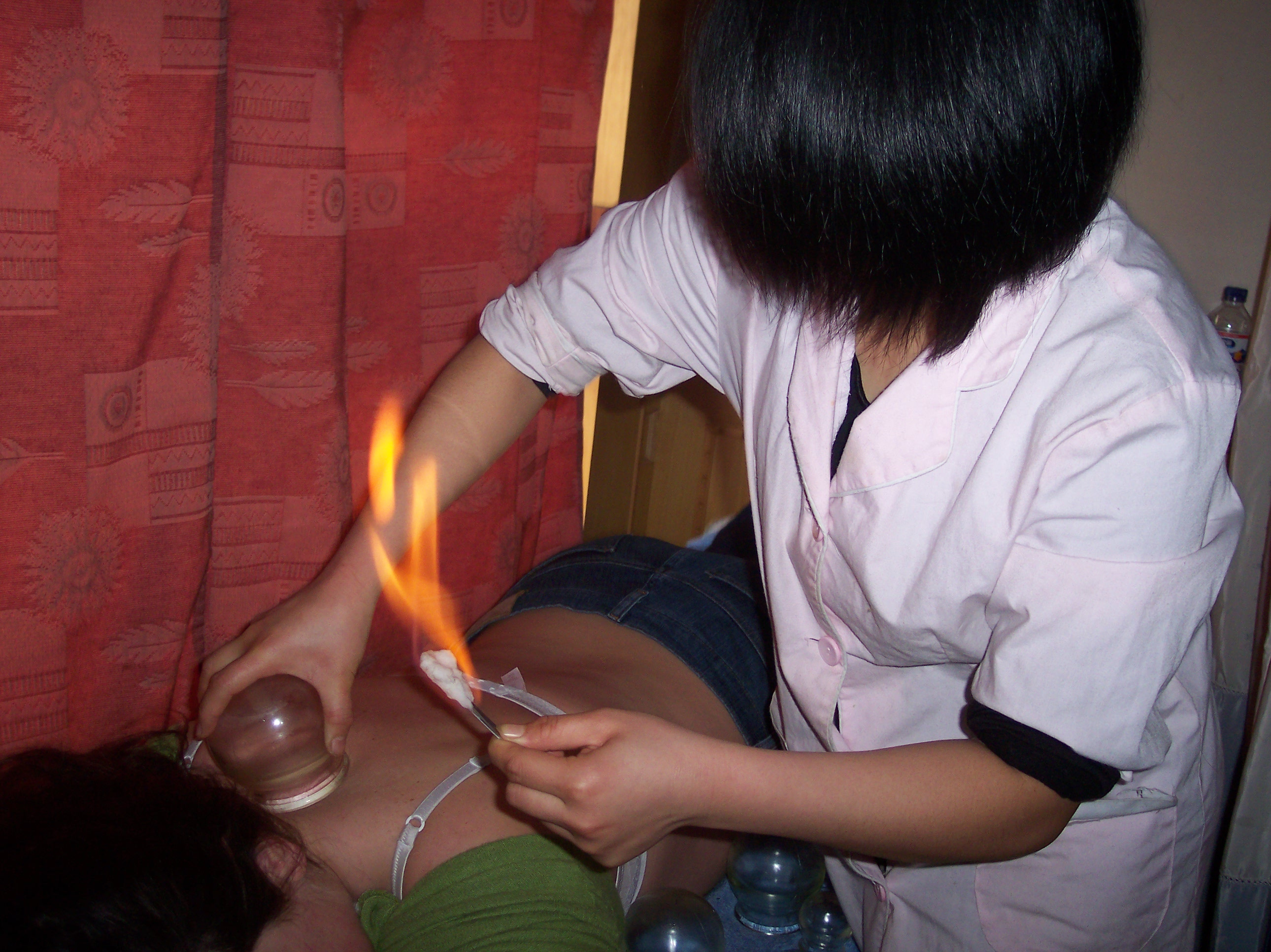
Verwarmen van de kopjes

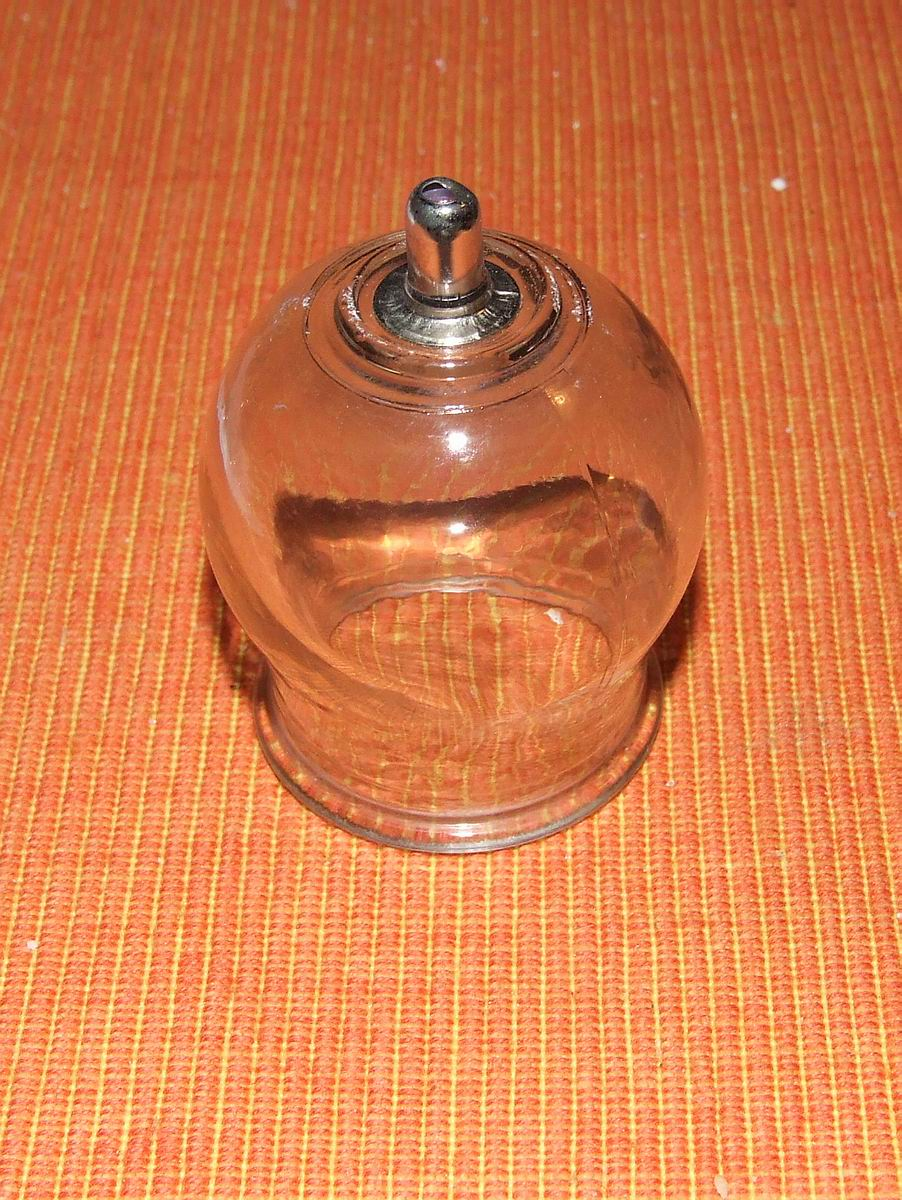
Kopje

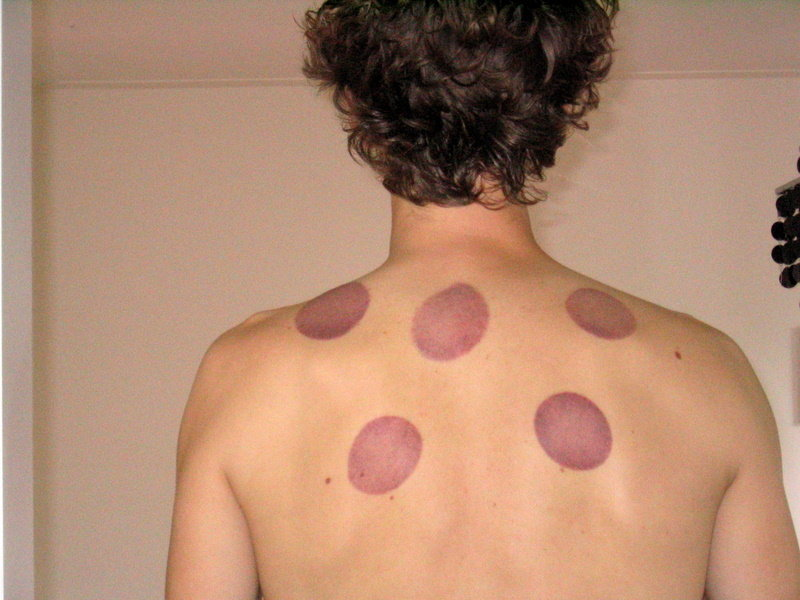
Na de behandeling

Cupping (van Engels: cupping therapy) of koppen zetten is een onbewezen alternatieve behandeling waarbij een vacuüm boven de huid van een patiënt gecreëerd wordt door er verhitte glazen of metalen bollen op te zetten. De lucht in deze glazen koelt dan af waardoor er een onderdruk ontstaat. Er kan ook gewerkt worden met een pompje om de onderdruk in de glazen te creëren. Bij de natte variant, wet cupping (ook wel 'natte of bloedige koppen', hijama oftewel "zuigen" in het Arabisch ), worden er met een naald prikjes of met een scalpel sneetjes (scarificaties) gemaakt in de huid, zodat er bloed naar buiten vloeit. Na de behandeling zijn grote ronde paarse of rode plekken zichtbaar op de plek waar de kopjes hebben gestaan. De praktijk wordt door verschillende experts als een vorm van gevaarlijke kwakzalverij beschouwd.

## Geschiedenis en doel
De alternatieve behandeling vindt haar oorsprong in een oude behandeling met zogenaamde laatkoppen, waarbij men metalen halve bollen verwarmde en op de huid plaatste waarna deze zich vastzogen.
Er wordt beweerd dat de praktijk is ontstaan rond 3000 voor onze jaartelling in Oost-Azië. Ook in het oude Arabië paste men deze therapie toe. De profeet Mohammed heeft haar aanbevolen in islamitische geschriften.
In traditionele Chinese geneeskunde worden kopjes, gemaakt van glas, plastic of bamboe, op de huid van de patiënt geplaatst en vervolgens vacuüm gezogen. Dit kan door gebruik te maken van een pomp of door de lucht in de kopjes te verwarmen. Nadat de kopjes op het lichaam worden geplaatst zullen deze zich aan de huid vastzuigen.
Men dacht daardoor slechte lichaamsstoffen te kunnen uitdrijven. Het is daarmee een vorm van aderlaten. Ook in middeleeuws Nederland was koppen zetten een gangbare praktijk, onder andere in badhuizen.

## Beweringen
Er zijn tegenwoordig uiteenlopende beweringen over "allerlei kwalen" waar cupping goed voor zou zijn, waaronder anemie, artrose, depressies, gynaecologische klachten zoals onvruchtbaarheid, impotentie, maag- en darmklachten, migraine en hoesten. Voorts zou het de bloedsomloop stimuleren, "toxinen" uit de huid halen en helpen bijkomen na lichamelijke oefeningen; bij wet cupping zou bovendien "slecht bloed" uit het lichaam worden gezogen. Sommige therapeuten beweren zelfs dat het zou helpen tegen kanker. Voor geen enkele van deze aandoeningen of klachten heeft cupping echter een bewezen werking.
De therapie wordt gebruikt om wat in oosterse geneeswijzen bekendstaat als 'stagnatie' te verlichten. Het wordt gebruikt om ziektes zoals griep, kortademigheid en bronchitis te behandelen. Cupping wordt ook gebruikt om pijn aan de nek, rug, schouders en andere spieren te behandelen.

## Effectiviteit en risico's
Dat een cupping-behandeling enig positief effect heeft is niet bewezen en ook niet plausibel. Een meta-analyse uit 2012 vergeleek 135 studies, waarin enkel zeer zwak bewijs werd gevonden dat "mogelijk kan helpen tegen klachten als acne of gezichtsverlamming, mits het gecombineerd wordt met andere behandelingen". Maar niet alle studies zijn even betrouwbaar en echt ernstige ziektes zoals kanker of hartklachten zijn er volgens professor alternatieve geneeswijzen Edzard Ernst niet mee te genezen.
Wel is bekend dat als cupping verkeerd wordt uitgevoerd, dit schadelijke gevolgen kan hebben. Hoewel de schade bij een enkele behandeling beperkt blijft tot een blauwe plek, vergelijkbaar met een zuigplek, kan een herhaaldelijke behandeling op dezelfde plaats afsterving van het huidweefsel tot gevolg hebben. Deze wondes zijn vergelijkbaar met derdegraads brandwonden. Verschillende dokters en wetenschapsjournalisten wijzen er dan ook op dat deze behandeling een risico inhoudt terwijl er geen aantoonbare voordelen zijn.
In mei 2015 werden er in Nederland naar aanleiding van een onderzoek van NRC Handelsblad Kamervragen gesteld aan Minister Edith Schippers (Volksgezondheid). Artsenfederatie KNMG en een Kamermeerderheid eisten een onderzoek naar cupping en toezicht op cupping-therapeuten, aangezien volgens de wet alleen artsen mogen snijden in iemands lichaam; niet-erkende behandelaars mogen dus geen wet cupping uitvoeren. Er is een "hoog risico op besmetting of infecties" volgens de GGD: ziektes zoals hepatitis kunnen via het bloed in de kopjes worden overgedragen van de ene naar de andere patiënt. Minister Schippers ging akkoord en de Inspectie Gezondheidszorg en Jeugd stelde voortaan toezicht in op cupping-praktijken.